# Aliciella micromeria
Aliciella micromeria är en blågullsväxtart som först beskrevs av Asa Gray, och fick sitt nu gällande namn av J. M. Porter. Aliciella micromeria ingår i släktet Aliciella och familjen blågullsväxter. Inga underarter finns listade i Catalogue of Life.